# Vladímir Sorokin
Vladímir Gueórguievich Sorokin (en ruso: Владимир Георгиевич Сорокин, Bykovo, óblast de Moscú, 7 de agosto de 1955) es un escritor y dramaturgo ruso posmoderno, uno de los más populares de la literatura rusa contemporánea. Sorokin vive entre Moscú y Berlín.
Sus obras siguen distintos géneros, desde el thriller hasta la distopía pasando por los guiones para el cine, pero siempre generan debate en los medios rusos, sobre todo con el apparátchik ruso, al tratar temas como el totalitarismo y tabúes sociales (droga, canibalismo, homosexualidad, coprofagia), habiendo sido criticado por el régimen de Putin. Algunos de sus libros fueron destruidos por miembros del movimiento Nashi ("Los nuestros"), favorable a Putin.

## Biografía
Sorokin nació el 7 de agosto de 1955 en Bykovo, en el óblast de Moscú, cerca de la capital rusa. En 1972, publicó su primer relato en el periódico Za Kadry Neftiánikov. Estudió en el Instituto Gubkin de Petróleo y Gas de Moscú mientras participaba en exposiciones e ilustrando libros, escalonándose cómo ingeniero en 1977.
Tras graduarse, trabajó durante un año en la revista Смена (Smena, "Cambio") pero tuvo que dejar el empleo al no querer entrar en el Komsomol (organización juvenil del PCUS). En los años 80, se introdujo en el escenario underground moscovita, huyendo de la ortodoxia soviética y en 1985 consiguió publicar seis relatos en la revista A-YA, una revista de arte ruso contemporánea no oficial hecha en Moscú pero publicada en París, consiguiendo llamar la atención de los editores franceses de Syntaxe, que le publicaron la novela Óchered ("La cola").
No sería hasta 1989 cuando las autoridades soviéticas dieron el permiso para publicar sus obras, apareciendo en revistas y antologías de literatura rusa contemporánea: Tretya Modernizátsiya ("La tercera modernización"), Mitin Zhurnal ("La revista de Mitia"), Konéts veka ("Fin de siglo") y Véstnik Nóvoy Literatury ("El mensajero de la Nueva Literatura). En 1992, la editorial rusa Russlit publicó Sbórnik rasskázov ("Historias recopiladas"), primer libro de Sorokin en ser nominado a un Premio Booker Ruso. En el año 2001, recibió el Premio Andréi Bely por sus contribuciones a la literatura rusa y en 2013 fue nominado al Premio Booker Internacional.
En 2002, hubo una protesta en contra de su obra Goluboe salo, y fue investigado por pornografía por la Fiscalía tras una denuncia del grupo juvenil ultraconservador Nashi, debido a una escena en la que aparecían Stalin y Nikita Jrushchov en plan sadomasoquista.

## Obras

### Novelas
- Óchered ("La cola") (1983). París: Syntaxe, 1985.
- Norma ("Norma") (1979-1983). Moscú: Tri kitá en cooperación con Obscurio Viri, 1994.
- Román ("La novela") (1985-1989). Moscú: Tri Kitá en cooperación con Obscurio Viri, 1994.
- Tridtsátaia liubov' Mariny ("El trigésimo amor de Marina") (1982-1984). Moscú: Izdanie R. Elinina, 1995.
- Serdtsá chetyrioj  ("Cuatro corazones valientes") (1991). Moscú: Literary Miscelánea Konéts Veka, 1994.
- Pervy subbótnik ("El primer sábado comunista) (1979-1984). En "Obras Completas" (dos volúmenes). Moscú: Ad Marginem, 1998.
- Goluboe salo ("Tocino azul") (1999). Moscú: Ad Marginem, 1999.
- Pir ( "La Fiesta") (2000). Moscú: Ad Marginem, 2000.
- Lyod ("Hielo") (2002). Moscú: Ad Marginem, 2002. Traducción al castellano como El hielo en la editorial Alfaguara (2011)

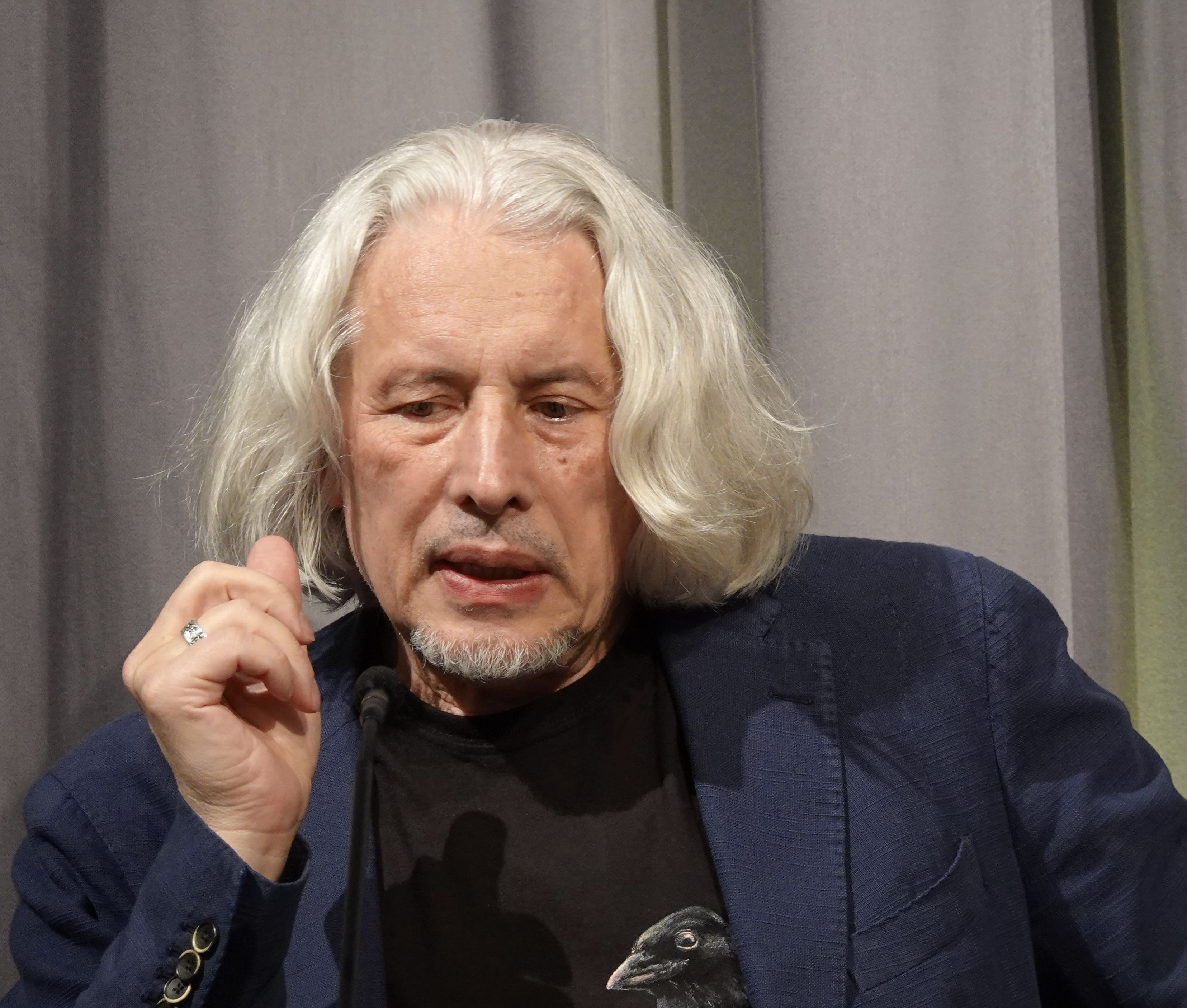
Vladímir Sorokin 2022 en Zúrich.

- Bro (2004). Moscú: Zakharov Books, 2004.
- 23.000 (2005) Junto a los anteriores (Lyod y Bro) es parte de una trilogía. Moscú: Zakharov Books, 2005.
- Den opríchnika ("El día del opríchnik") (2006). Moscú: Zakharov Books, 2006. Traducción al castellano como El día del opríchnik en la editorial Alfaguara (enero de 2008).
- Zaplyv ("Carrera de natación"). Moscú: AST, 2008.
- Sájarny Kreml ("Kremlin hecho de azúcar"). Moscú: AST, 2008.
- Telluriya ("Telluria"). Moscú: AST, 2013.
- Manaraga ("Manaraga"). Moscú: Ed. Corpus, 2017

### Obras de teatro
- Pelmeni ("Ravioli") (1984-1987)
- Zemlyanka ("Refugio subterráneo") (1985)
- Rússkaya bábushka ("Abuela rusa") (1988)
- Doverie ("Confianza") (1989)
- Dismorphomania ("Dismorfomanía") (1990)
- Yubiley ("Aniversario") (1993)
- Hochzeitreise ("El viaje de luna de miel") (1994-1995)
- Shchi ("Sopa de col") (1995-1996)
- Dostoievski-Trip ("El viaje Dostoievski") (1997)
- S Nóvym Gódom ("Feliz Año Nuevo") (1998)

### Guiones
- Bezumny Fritz ("Fritz loco") (1994). Directores: Tatiana Didenko y Alexander Shamaysky.
- Moskvá ("Moscú") (2001). Director: Aleksandr Zeldóvich. Primer Premio en el festival en Bonn y Premio de la Federación de Rusia de Cine-Clubes a la mejor película rusa del año.
- Cashfire (2002). Director: Alexander Schurikhin.
- Kopeyka ("Kópek") (2002). Director: Ivan Dykhovichny. Candidato al Premio Zolotoy Oven al mejor guion de cine.
- Veshch ("Cosa") (2002). Director: Ivan Dykhovichny.
- 4 (2004). Director: Ilya Khrzhanovsky. Gran Premio del Jurado del Festival Internacional de Cine de Róterdam.
- Mishén ("El blanco") (2011). Director: Aleksandr Zeldóvich.

### Otros trabajos
- Álbum fotográfico V glub' Rossii ("En las profundidades de Rusia"), en colaboración con el pintor Oleg Kulik.
- Libreto de la ópera Deti Rozentalya ("Los niños de Rosenthal"), con música de Leonid Desyátnikov; escrita bajo encargo del Teatro Bolshói que irritó a muchos debido a la experimentación de este autor (en la ópera los grandes compositores clásicos son clonados por la URSS pero con la crisis el proyecto es abandonado y los músicos pasan a vivir en la calle tocando en el metro y visitando prostitutas).
- Decenas de artículos publicados en los periódicos rusos y extranjeros.